# Tarzan (série télévisée, 1966)
Ne doit pas être confondu avec Tarzán.
Pour les articles homonymes, voir Tarzan (homonymie).
Tarzan est une série télévisée américaine en 57 épisodes de 60 minutes, créée par Sy Weintraub, d'après le personnage éponyme d'Edgar Rice Burroughs et diffusée entre le 8 septembre 1966 et le 5 avril 1968 sur le réseau NBC.
Au Québec, la série a été diffusée à partir du 6 juin 1970 à la Télévision de Radio-Canada et de facon régulière jusqu'en 1974, notamment le jeudi ou le vendredi à 17h00 et en France, à partir du 15 mai 1971 sur la première chaîne de l'ORTF ainsi que sur Télé Luxembourg. Rediffusion à partir du 11 janvier 1987 sur TF1. Rediffusion à partir de 1991 sur La Cinq.

## Distribution
- Ron Ely (VF : Jacques Frantz) ( VQ : Ronald France) : Tarzan
- Manuel Padilla Jr. (en) (VF : François Carlier) ( VQ : Flora Balzano) Jai
- Alan Caillou : Jason Flood
- Rockne Tarkington (en) : Tao
- James Earl Jones : plusieurs personnages
- Jock Mahoney : plusieurs personnages
- William Marshall : plusieurs personnages

## Épisodes

### Première saison (1966–1967)
1. L'Œil du lion (Eyes of the Lion)
2. La Vengeance (The Ultimate Weapon)
3. Le Léopard en liberté (Leopard on the Loose)
4. Le Prix d'une vie (A Life for a Life)
5. Le Prisonnier (The Prisoner)
6. Les Trois Épreuves de la mort (The Three Faces of Death)
7. Trafic (The Prodigal Puma)
8. La Loi du silence, partie 1 (The Deadly Silence, Part 1)
9. La Loi du silence, partie 2 (The Deadly Silence, Part 2)
10. L'Imposteur (The Figurehead)
11. Le Village en feu (Village of Fire)
12. Le Tournoi du lion d'or (The Day of the Golden Lion)
13. Les Perles maudites (Pearls of Tanga)
14. La Fin de la rivière (The End of the River)
15. Le Dernier duel (The Ultimate Duel)
16. Le Peuple du feu (The Fire People)
17. Sur les traces du dinosaure (Track of the Dinosaur)
18. Le Jour où la terre trembla (The Day the Earth Trembled)
19. Le Trésor dans la jungle (Captain Jai)
20. L'Orgueil des assassins (A Pride of Assassins)
21. Dollars et diamants (The Golden Runaway)
22. À vos gardes mon général (Basil of the Bulge)
23. Le Masque de Tarzan (Mask of Rona)
24. Le Vol du soleil levant (To Steal the Rising Sun)
25. Le Village condamné (Jungle Dragnet)
26. Les Aventures de Charity Jones, partie 1 (The Perils of Charity Jones, Part 1)
27. Les Aventures de Charity Jones, partie 2 (The Perils of Charity Jones, Part 2)
28. Le Cirque (The Circus)
29. L'Ultimatum (The Ultimatum)
30. Algie B. comme brave (Algie B. for Brave)
31. Le Tueur d'homme (Man Killer)

### Deuxième saison (1967–1968)
1. L'Attaque du tigre (Tiger, Tiger)
2. Un drôle de procès (Voice of the Elephant)
3. La Justice des Dieux (Thief Catcher)
4. Le Trésor de Koulou, partie 1 (The Blue Stone of Heaven, Part 1)
5. Le Trésor de Koulou, partie 2 (The Blue Stone of Heaven, Part 2)
6. La Malédiction de Muguma (Muguma Curse)
7. Les Fanatiques (The Fanatics)
8. Le Dernier des surhommes (The Last of the Superman)
9. Cargaison dangereuse (Hotel Hurricane)
10. La Lionne orgueilleuse (The Pride of a Lioness)
11. Les Montagnes de la belle étoile, partie 1 (Mountains of the Moon, Part 1)
12. Les Montagnes de la belle étoile, partie 2 (Mountains of the Moon, Part 2)
13. Le Rubis sacré (Jai's Amnesia)
14. Menace sur la montagne (Creeping Giants)
15. Un homme déterminé (The Professional)
16. Sœur Thérèse (The Convert)
17. Le Roi Arthur (King of the Dwsari)
18. Eau empoisonnée (A Gun for Jai)
19. Jugement sans procès (Trek to Terror)
20. Une périlleuse poursuite (End of a Challenge)
21. La Rançon (Jungle Ransom)
22. Une certaine résistance, partie 1 (Four O'Clock Army, Part 1)
23. Une certaine résistance, partie 2 (Four O'Clock Army, Part 2)
24. La Revanche de Tarzan (Rendezvous for Revenge)
25. Alex le grand (Alex the Great)
26. Le Roi de la jungle (Trina)

## Générique français
En 1971, le prologue de chaque épisode est suivi par le générique original Tarzan's March composé par Sidney Lee.

À partir de 1987, ce générique sera réorchestré, interprété en français par le chanteur Dominick, sur des paroles françaises écrites par Maurice Latino. Disques Vogue.